# Dave Mitchell (calciatore)
David Stuart Mitchell, detto Dave (Glasgow, 13 giugno 1962), è un allenatore di calcio ed ex calciatore australiano, di ruolo attaccante.

## Carriera
Iniziò la sua carriera professionistica nell'Adelaide City nel 1981, e nello stesso anno debuttò nella nazionale di calcio dell'Australia contro  Taiwan. In tutto in Nazionale conta 28 presenze e 13 goal.
Nella sua carriera ha giocato in numerosi campionati diversi in tutto il mondo, prima di tornare in Australia per allenare Sydney Olympic, Sydney United e Parramatta Power nella National Soccer League. Era l'assistente di Ron Smith nella A-League ai Perth Glory per la stagione 2006-2007 e la prima parte di quella seguente; a questo punto prese il comando dopo il licenziamento di Smith. Numerose volte ha lavorato per Fox sports 1 come opinionista sul campionato inglese.
Inoltre è stato reclutato dal direttore tecnico australiano Rob Baan come assistente per la squadra che ha partecipato ai Giochi olimpici di Pechino 2008.

## Palmarès

### Giocatore

#### Competizioni nazionali
- Coppa di Lega scozzese: 2

Rangers: 1983-1984, 1984-1985
- Second Division: 1

Chelsea: 1988-1989
- Full Members Cup: 1

Chelsea: 1989-1990
- Malaysia Cup: 1

Selangor: 1996
- Sultan Haji Ahmad Shah Cup (Charity Shield Malaysia): 1

Selangor: 1996